# Октаедрити
Октаедрити — найпоширеніший структурний клас залізних метеоритів, метеоритне залізо яких містить від 5 до 18 відсотків нікелю. Після полірування та кислотного травлення на їх поверхні стають помітними так звані відманштеттенові фігури. Така структура утворюється в процесі охолодження метеоритної речовини, коли з фази теніту (>20% нікелю) виокремлюється камасит (4—9% нікелю).

## Структура

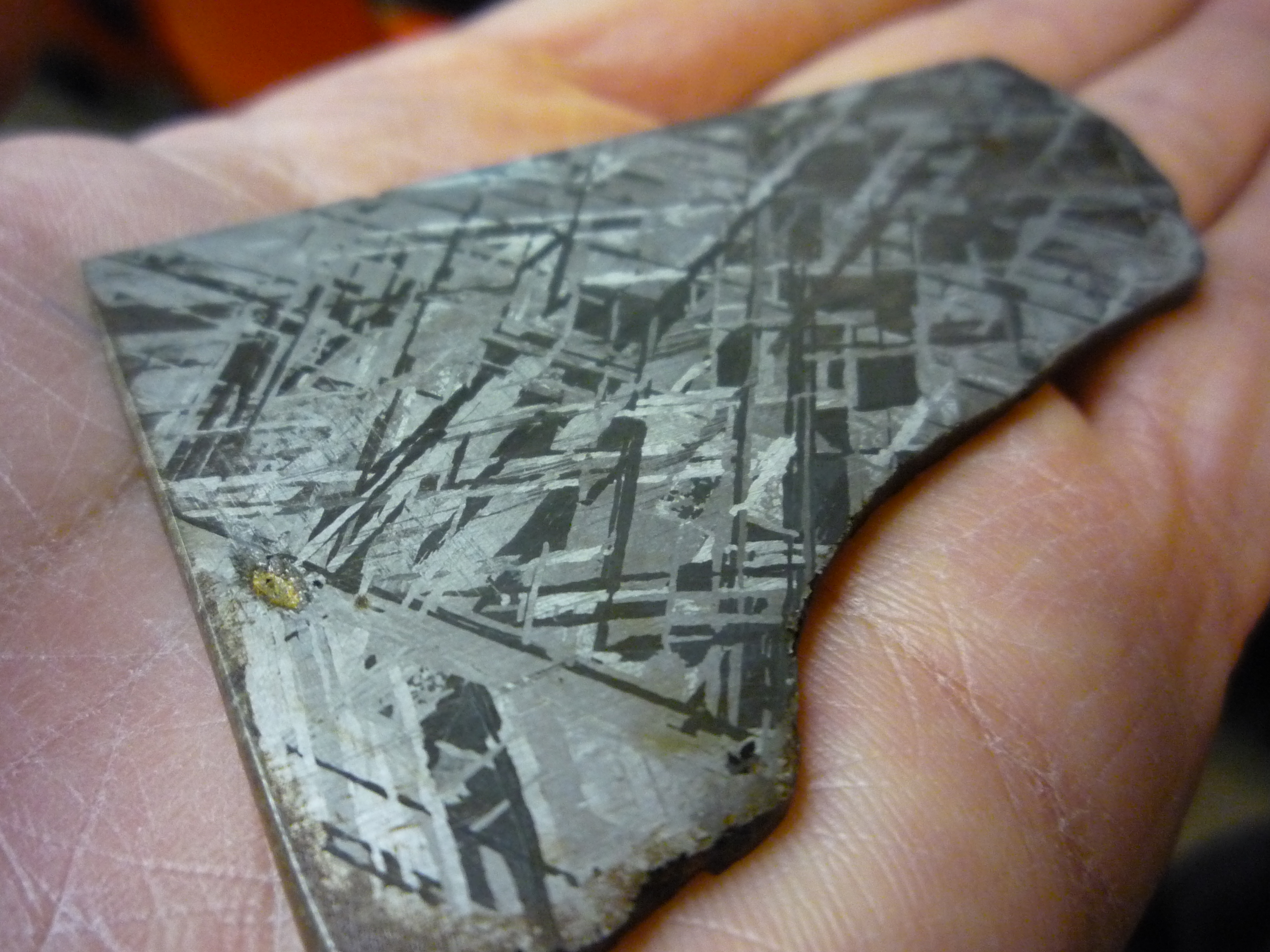
Відманштеттенові фігури, видимі на пластині залізо-нікелевого октаедритового метеорита.

Назва октаедритів походить від форми, якої набувають кристали мінералу — октаедра. Протилежні сторони такого октаедра є паралельними, тому, хоча загалом октаедр має 8 сторін, існує лише 4 варіанти формування камаситових пластин.
Через тривалий час охолодження всередині батьківських астероїдів, ці сплави викристалізувалися у змішану структуру смужок міліметрової товщини (у довжину від 0,2 мм до 5 см). Після полірування та кислотного травлення стають видимими класичні відманштеттенові структури із ліній ламелей камаситу, що взаємно перетинаються.
У проміжках між камаситовими та тенітовими ламелями часто можна натрапити на дрібнозернисту суміш під назвою плесит. Залізо-нікелевий фосфід, шрейберзит — наявний у більшості залізо-нікелевих метеоритів, так само як і в залізо-нікель-кобальтовому карбіді та когеніті. Графіт та троїліт трапляються у формі заокруглених потовщень розміром до декількох сантиметрів.

## Підгрупи

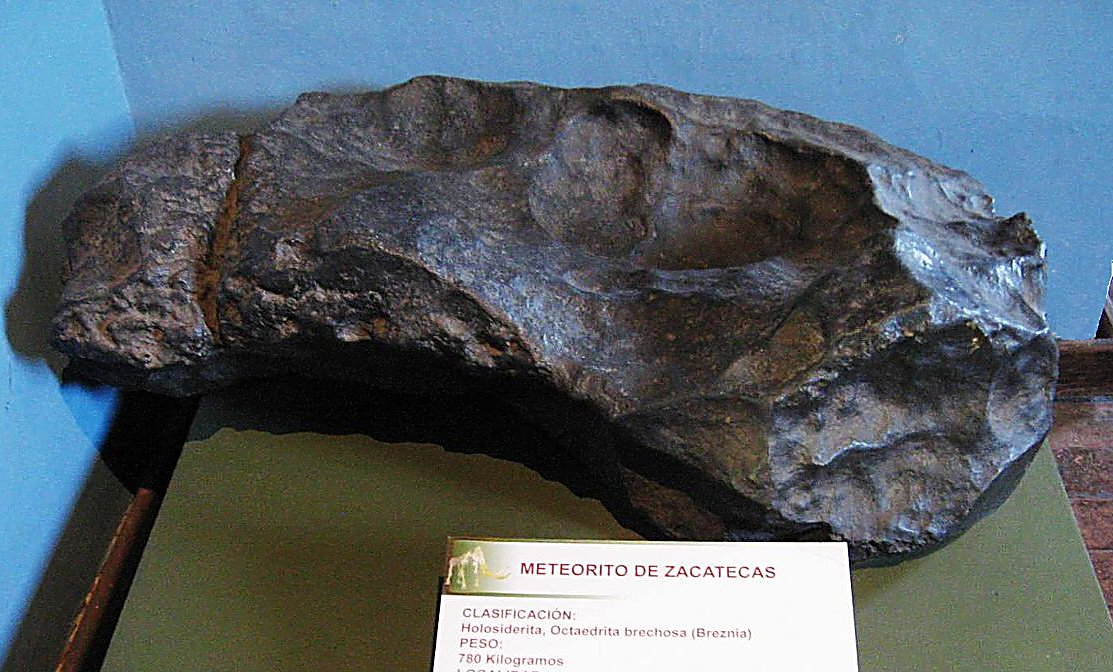
Метеорит Zacatecas, знайдений у 1782 році у штаті Сакатекас, Мексика. Вага — бл. 780 кг.

Октаедрити можна групувати за розмірами камаситових ламелей у відманштеттенових фігурах, які залежать від вмісту нікелю:
- Найбільш грубозернисті октаедрити, ширина ламелей >3,3 мм, 5-9% Ni, символ Ogg
- Грубозернисті октаедрити, ширина ламелей 1,3-3,3 мм, 6,5-8,5% Ni, символ Og
- Середньозернисті октаедрити, ширина ламелей 0,5-1,3 мм, 7-13% Ni, символ Om
- Дрібнозернисті октаедрити, ширина ламелей 0,2-0,5 мм, 7,5-13% Ni, символ Of
- Найбільш дрібнозернисті октаедрити, ширина ламелей <0,2 мм, 17-18% Ni, символ Off
- Плеситові октаедрити, із камаситовими шпинделями — перехідна група між октаедритами та атакситами,[3] 9-18% Ni, символ Opl

## Мінерал
Октаедрит є застарілим синонімом анатазу — одного із трьох відомих мінералів діоксиду титану.